# Fritz Masbach
Fritz Masbach (* 23. April 1867 in Mainz; † 20. Januar 1960 in Córdoba (Argentinien)) war ein deutscher Pianist und Klavierpädagoge. Als ursprünglich Angehöriger jüdischen Glaubens wurde Fritz Masbach mit seiner Familie 1939 von den Nationalsozialisten gezwungen, Deutschland zu verlassen und in die Emigration nach Argentinien zu gehen.

## Leben und Werk
Fritz Masbach wurde im April 1867 als Sohn des Weinhändlers Isaak Masbach und dessen Frau Georgine Masbach, geb. Henlé, in Mainz geboren. Neben seiner schulischen Ausbildung nahm er bei dem Pianisten und Organisten Friedrich Lux Klavierunterricht. Von 1884 bis 1886 studierte er an der Königlichen Hochschule für Musik in Berlin bei Oskar Raif (Klavier), Reinhold Succo (Harmonielehre, Kontrapunkt) und Woldemar Bargiel (Musiktheorie). Darüber hinaus hatte er privaten Unterricht bei Ernst Eduard Taubert (Musiktheorie, Komposition) und Heinrich Ehrlich (Klavier). Nach eigenen Aussagen empfing Fritz Masbach Anregungen durch Johannes Brahms und Anton Rubinstein.
Nach Abschluss seines Studiums nahm Fritz Masbach eine umfangreiche Tätigkeit als Konzertpianist auf. Ein Auftritt mit dem Berliner Philharmonischen Orchester am 24. November 1887 in der Berliner Singakademie erregte großes Interesse der Öffentlichkeit. Er führte hier unter der Leitung von Oskar Raif Ludwig van Beethovens Klavierkonzert Nr. 4 in G-Dur und Camille Saint-Saëns 2. Klavierkonzert in g-Moll auf. Er trat dann als Liedbegleiter des Baritons Paul Bulß in Wien auf. Er konzertierte als Solist in zahlreichen Ländern Europas. 1894 heiratete Fritz Masbach Amalie Büdingen und trat wahrscheinlich in Folge dieser Eheschließung vom jüdischen Glauben zum Katholizismus über, der Glaubensrichtung seiner Frau.
Fritz Masbach wirkte auch intensiv als Klavierpädagoge. Er erwarb 1898 das Eichelbergesche Konservatorium in Berlin und führte diese Institution bis 1907. Dort unterrichtete er unter anderem die Berliner Pianistin Maria Leo. Ab 1913 wirkte er als Leiter einer Klavierklasse am Stern’schen Konservatorium in Berlin. 1916 übernahm er, anfänglich als Vertretung, die Leitung der Zweigstelle dieses Konservatoriums in Berlin-Charlottenburg.
Nach dem Machtergreifung der Nationalsozialisten 1933 wurde Fritz Masbach als Bürger jüdischer Religionsherkunft nahegelegt, alle öffentlichen Ämter aufzugeben. Durch weitere öffentliche Schikanen wurde Fritz Masbach de facto auch jede Betätigung als privater Klavierlehrer unmöglich gemacht. Im August 1935 wurde Fritz Masbach als so genannter „Volljude“ aus der Reichsmusikkammer, in die er zwangsweise eintreten musste, im Zuge von „Massenausschlüsse[n] von Musikern jüdischer Herkunft“ wieder ausgeschlossen. Nach einer Kontrolle durch die Reichsmusikkammer wurde er wegen „unerlaubten“ Musikunterrichtens im September 1938 mit einer hohen Geldstrafe belegt. Zusätzlich wurde eine Passsperre verhängt. Diese sollte verhindern, dass Fritz Masbach Deutschland verließ, ohne die Ordnungsstrafe zuvor beglichen zu haben. Fritz Masbach bezahlte die Ordnungsstrafe in Raten und konnte im Februar 1939 mit seiner Familie Deutschland über Hamburg auf der General Artigas der Hamburg-Süd-Linie in Richtung Argentinien verlassen.
Zweiundsiebzigjährig nahm „Federico Masbach“, wie er sich jetzt nannte, in Argentinien seine Tätigkeit als Klavierpädagoge, wenn auch in kleinerem Umfang als in Berlin, wieder auf. Er gab unter anderem Fortbildungskurse für musikalische Interpretation mit Schwerpunkt auf den Kompositionen Wolfgang Amadeus Mozarts und Johannes Brahms am Conservatorio Nacional de Música y Arte Escénico in Buenos Aires. Einer der Schüler aus Masbachs argentinischer Zeit war der Pianist und Komponist Roberto Caamaño. Fritz Masbach wirkte noch bis ins hohe Alter als Klavierpädagoge. Er starb am 20. Januar 1960 in Córdoba, Argentinien.